# Batalla de Nicolaiev
La batalla de Nicolaiev fue una batalla desarrollada sobre la ciudad de Nicolaiev (Ucrania) y sus alrededores. Terminó con el rechazo de las fuerzas rusas de la ciudad en marzo, y en abril la ocupación rusa del óblast de Nicolaiev se había reducido casi en la totalidad con el avance ucraniano.
Nicolaiev es una ciudad portuaria y de construcción naval de importancia estratégica en el Mar Negro y el 4 de marzo fue "vista como el siguiente paso clave para las fuerzas rusas en el camino a Odesa". La batalla fue la parte más septentrional de la ofensiva rusa de la campaña de Ucrania meridional.

## Batalla

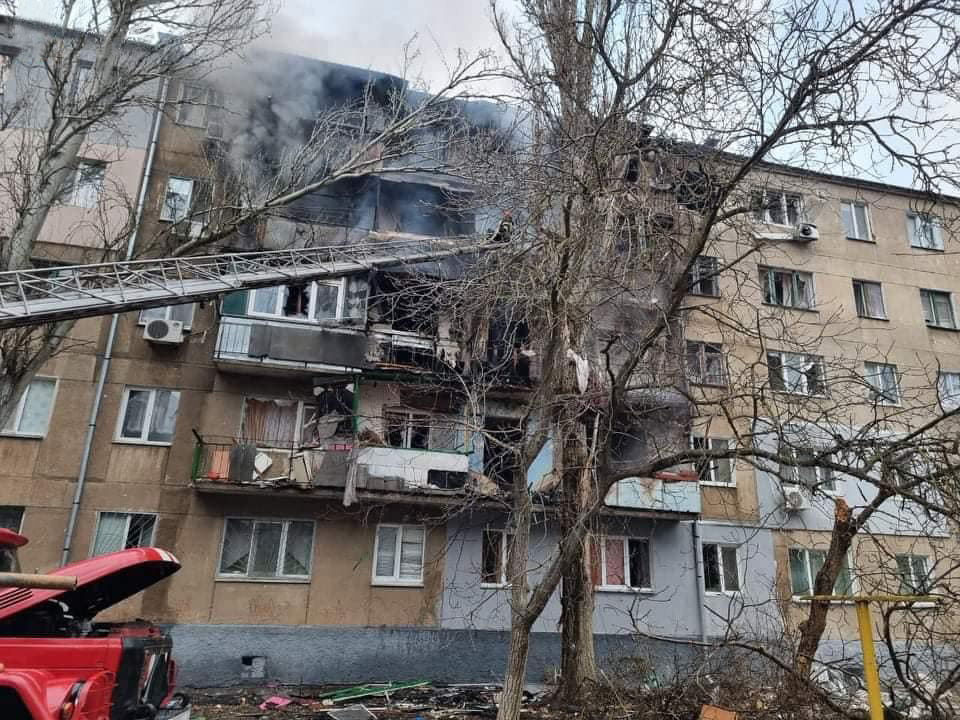
Edificios residenciales destruidos en Mykolaiv.

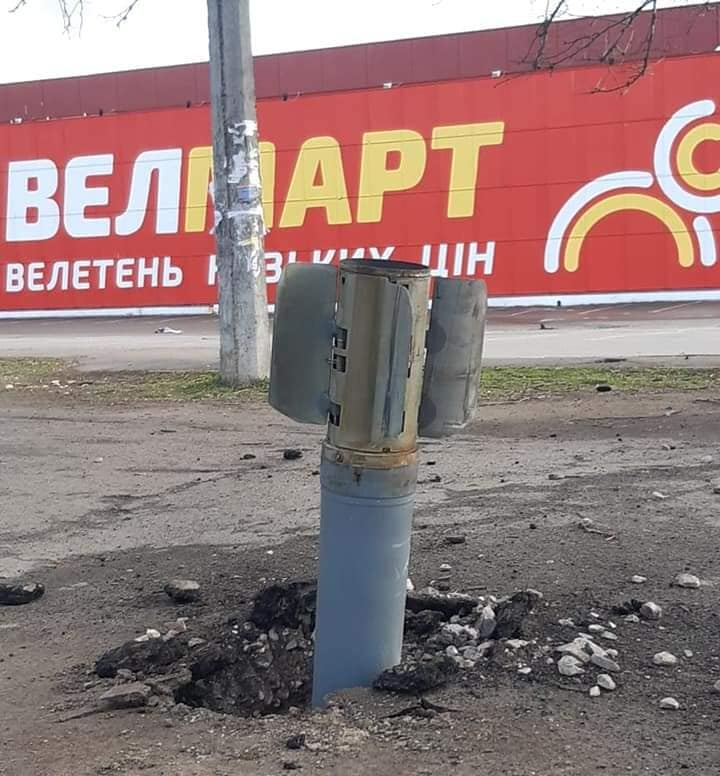
Cohete de un lanzacohetes múltiple en Mykolaiv, 9 de marzo.

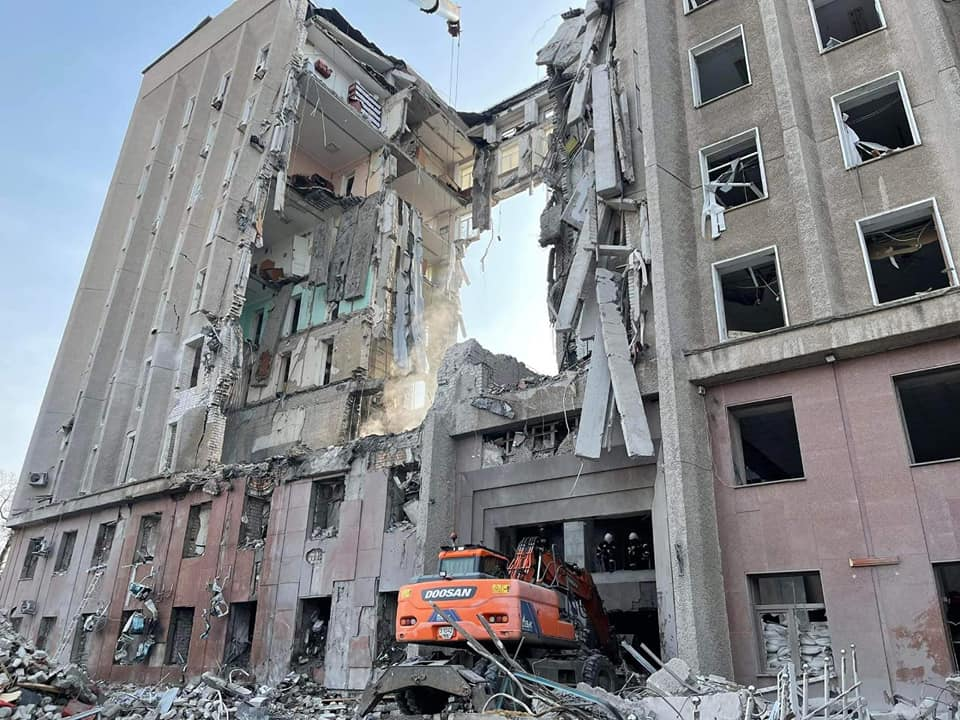
Administración Estatal Regional de Mykolaiv después del ataque con cohetes rusos el 29 de marzo.

Durante las horas de la tarde del 26 de febrero de 2022, 12 tanques lograron abrirse paso en Kajovka en el Dnieper y comenzaron a dirigirse hacia Mykolaiv. Vitaly Kim, el alcalde de Mykolaiv, declaró que la ciudad tenía 5 horas para prepararse. También se había preparado artillería y otras armas, y se estaba preparando una defensa completa.
Alrededor de las 18:30 (UTC+2), los tanques estaban en las afueras de la ciudad y el alcalde ordenó a los ciudadanos que se quedaran en casa y lo más lejos posible de las ventanas. Poco después, las tropas entraron en la ciudad y una batalla en el Bug Meridional estalló unos 10 minutos después. Según algunos informes, los tanques "pasaban por la ciudad". Como resultado de los intensos combates, los hospitales anunciaron una llamada de emergencia para cirujanos. Los rusos también se habían apoderado del zoológico local. Después de aproximadamente tres horas de lucha, los tanques y otras armas de fuego fueron expulsados por las fuerzas militares estacionadas localmente, y aunque algunos tanques pasaron por alto la ciudad, la lucha continuó.
En la madrugada del 27 de febrero, los funcionarios ucranianos afirmaron que las fuerzas rusas habían sido expulsadas por completo de la ciudad, y Kim publicó en Telegram : "¡Mykolaiv es nuestro! ¡Gloria a Ucrania!" ( Миколаїв наш! Слава України!). Algunos soldados rusos fueron capturados. La ciudad sufrió graves daños.
La Armada de Ucrania hundió su única fragata y el buque insignia de la Armada, Hetman Sahaidachny, en el puerto de Nicolaiev el 3 de marzo o antes. Ese día se publicó una foto que mostraba la fragata parcialmente hundida en el puerto